# Гайдамака Анатолій Васильович
Анато́лій Васи́льович Гайдама́ка (9 червня 1939, Волосківці — 27 жовтня 2023, Київ)  — український дизайнер і живописець; член Спілки радянських художників України з 1971 року; Центрального правління Всеукраїнського товариства «Просвіта» імені Тараса Шевченка з липня 2007 року, Народного Союзу «Наша Україна» та творчого об'єднання «Погляд». Член-кореспондент Академії мистецтв України з 2001 року. Батько художниці Христини Гайдамаки.

## Життєпис
Народився 9 червня 1939 року в селі Волосківцях (нині Корюківський район Чернігівської області, Україна). 1961 року закінчив Харківське державне художнє училище; 1967 року — Москововське вище художньо-промислове училище, де навчався у Володимира Козлинського, Гелія Коржева. Здобув спеціальність — «монументально-декоративне мистецтво».
Протягом 1967—1971 років працював художником-архітектором в інституті «Київпроект». У 1971—1995 роках — на творчій роботі. З 1995 року обіймав посаду головного художника Меморіального комплексу «Музей Великої Вітчизняної війни». Протягом грудня 2005 — жовтня 2006 року був позаштатним Радником Президента України. У 2006 році був кандидатом у Народні депутати України від Блоку «Наша Україна» (№ 206 в списку).
Мешкав у Києві в будинку на бульварі Лесі Українки, № 5А, квартира № 86 та у будинку на Андріїському узвозі, № 8А. Помер у Києві о восьмій ранку 27 жовтня 2023 рок. Похований на Аскольдовій могилі, навпроти хреста Героям Крут.

## Творчість

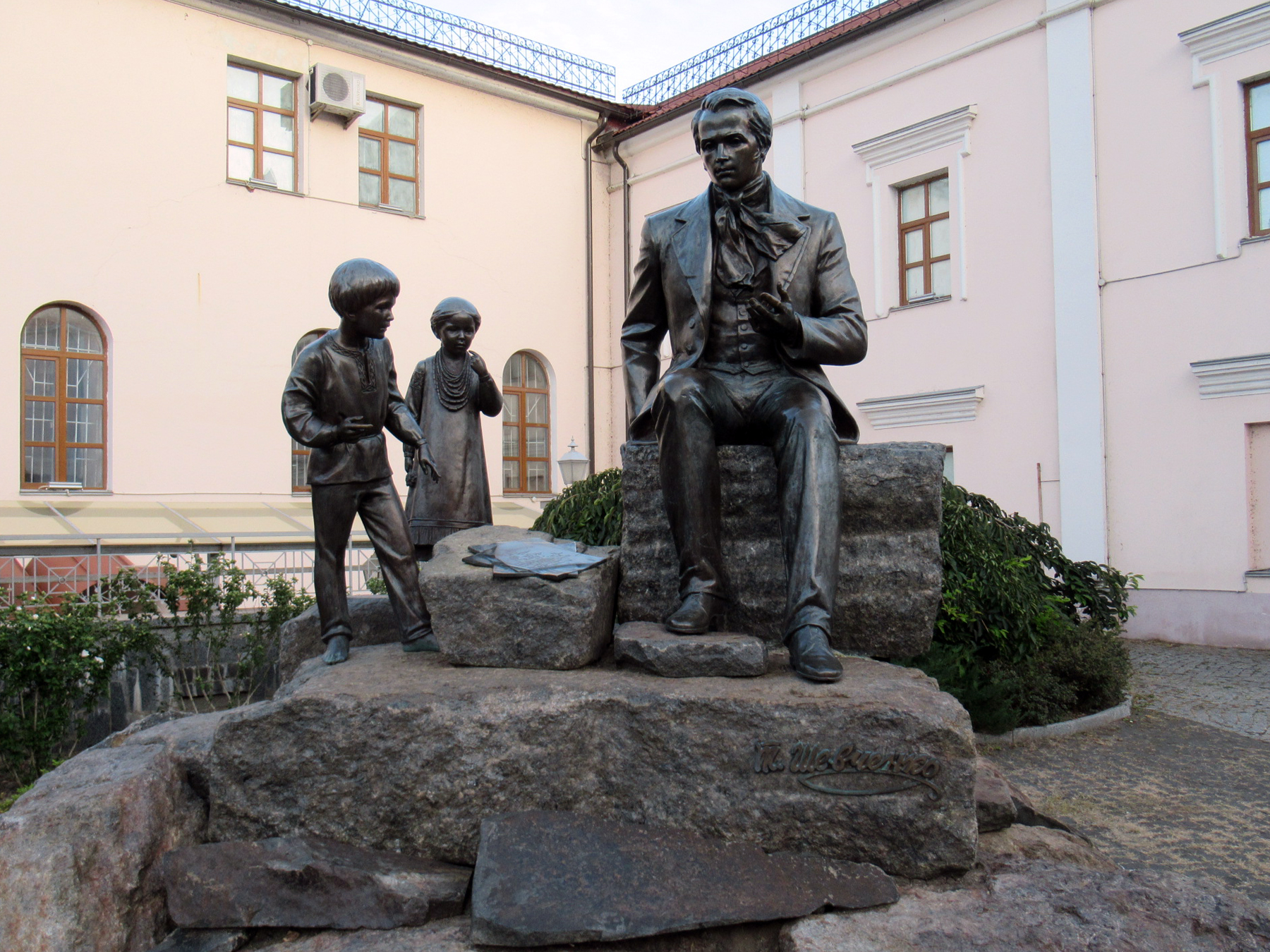
Пам'ятник молодому Тарасу Шевченку у Вінниці, 2014

Працював у галузях станкового живопису та художнього оформлення (експозицій музеїв, інтер'єрів культурних центрів, громадських споруд). Серед робіт:
живописні серії
- «Материн сад» (1974—1980);
- «Мій рід» (1982—1988);
- «Моє дитинство» (1982—1988);
- «Розп'яття» (1988—1993);
- «Яблуневі сади» (1980-ті);
- «Міражі Аралу» (1990);
- «Немає іншої Вкраїни» (1990);
- «Чорнобильський хрест» (1990);
- «Історія України» (1990-ті).

Автор проєктів:
експозицій

Пам'ятник жертвам Батуринської трагедії.

- Музею книги та друкарства України (1974);
- Державного історико-культурного заповідника на острові Хортиці (1977—1988);
- Музею Миколи Островського у Шепетівці (1979)
- Київського філіалу Центрального музею Леніна у Києві (1980—1982);
- Музею Михайла Коцюбинського в Чернігові (1982—1983);
- Музею космонавтики імені Сергія Корольова у Житомирі (1983);
- Літературного музею в Одесі (1984—1985);
- Державного музею Тараса Шевченка у Києві (1984—1987);
- Шевченківського національного заповідника у Каневі (1989);
- Національному музеї історії Великої Вітчизняної війни 1941—1945 у Києві (1995);
- Меморіального комплексу Тараса Шевченка в Форт-Шевченко в Форт-Шевченко в Казахстані (1997);
- Національного заповідника «Батьківщина Тараса Шевченка» у селах Шевченковому та Моринцях Звенигородського району Черкаської області (1998);
- Музею трипільської цивілізації у селі Трипіллі Київської області;
- Меморіального комплексу «Зірка Полин» у Чорнобилі (2011),
- Музейного комплексу «Родинна пам'ять» у Шостці (2015);

інтер'єрів
- Банку «Україна» у Києві (1994);
- Національного банку України у Києві (1995);
- Музею «Чорнобиль» у Києві (1996);
- Адміністративного культурного центру «Росія» в Харбіні (1997);
- Церкви святої Трійці[mk] у Македонії (2003);
- Музейно-культурного комплексу міста Когалима (2012);
- Українського культурного центр у Китаї (2013—2015);

інше
- Пам'ятного хреста на місці Батуринської трагедії (2004);
- Меморіального комплексу «Пам'яті героїв Крут» (2006);
- Комплексу «Запорізький 700-літній дуб» з церквою святої Покрови;
- Меморіалу між Румунією та Україною «Голгофа без кордонів» (2008);
- Павільйону України на Всесвітній виставці EXPO-2010 у Шанхаї;
- Національного музею Голодомору-геноциду у Києві (2007—2008);
- Пам'ятника Тарасу Шевченку у Вінниці (2013—2014);

Учасник республіканських, всесоюзних та зарубіжних мистецьких виставок з 1966 року, зокрема за кордоном ексронувався у Югославії, Болгарії, Швеції, Нідерландах, Кувейті, Македонії, Італії, Данії, Німеччині, Польщі, Угорщині, Чехії, Словаччині, Росії, Сербії, Франції, Японії.

## Відзнаки
- Премія Ленінського комсомолу (1980)[2];
- Орден «Знак Пошани» (1982)[2];
- Державна премія України імені Тараса Шевченка (1985; разом з колективом за архітектуру і художнє оформлення Київського філіалу Центрального музею Володимира Леніна)[8];
- Заслужений діяч мистецтв УРСР (1989)[2];
- Народний художник України (1998)[9];
- Орден князя Ярослава Мудрого V ступеня (2009; за вагомий особистий внесок у справу консолідації українського суспільства, розбудову демократичної, соціальної і правової держави та з нагоди Дня Соборності України)[10];
- Орден «Співдружність» (2013; за активну участь у діяльності Міжпарламентської асамблеї СНД та її органів, внесок у зміцнення дружби між народами держав — учасниць Співдружності Незалежних Держав)[11];
- Почесний громадянин Менського району[3].

## Вшанування
Про творчі здобутки митця у 1999—2001 роках на кіностудії «Просвіта» режисером В. Артеменком знято художньо-документальний фільм «Гайдамацький шлях».